# Retimohnia
Retimohnia là một chi ốc biển, là động vật thân mềm chân bụng sống ở biển trong họ Buccinidae.

## Các loài
Các loài trong chi Retimohnia gồm có:
- Retimohnia acadiana Garcia, 2008[2]
- Retimohnia buccinoides (Dall, 1913)
- Retimohnia caelata A. E. Verrill, 1880[3]
- Retimohnia carolinensis (A. E. Verrill, 1884)[4]
- Retimohnia clarki (Dall, 1907)
- Retimohnia corbis (Dall, 1913)
- Retimohnia daphnelloides (Okutani, 1964)
- Retimohnia frielei (Dall, 1891)
- Retimohnia glypta (A. E. Verrill, 1882)[5]
- Retimohnia hondoensis (Dall, 1913)
- Retimohnia japonica (Dall, 1913)
- Retimohnia laticingulatus (Golikov & Gulbin, 1977)
- Retimohnia micra (Dall, 1907)
- Retimohnia robusta (Dall, 1913)
- Retimohnia sordida (Dall, 1907)
- Retimohnia toyamana (Tiba, 1981)
- Retimohnia vernalis (Dall, 1913)
- Retimohnia virens (Dall, 1877)